# NBA:s 50 bästa spelare genom tiderna
NBA:s 50 bästa spelare genom tiderna eller National Basketball Associations bästa spelare genom tiderna var en lista över NBA:s 50 bästa spelare genom tiderna som tillkännagavs den 29 oktober 1996 på Grand Hyatt Hotel i New York av NBA:s ansikte utåt, David Stern. Listan sammanställdes i samband med NBA:s 50-årsjubileum, av ett urval av före detta NBA-spelare samt mediepersonligheter, som deltog i en röstningsprocedur. Man utsåg också NBA:s tio bästa huvudtränare genom tiderna och NBA:s tio bästa laguppsättningar genom tiderna.

## De 50 utvalda spelarna
| A - Kareem Abdul-Jabbar - Nate Archibald - Paul Arizin B - Charles Barkley - Rick Barry - Elgin Baylor - Dave Bing - Larry Bird C - Wilt Chamberlain - Bob Cousy - Dave Cowens - Billy Cunningham D - Dave DeBusschere - Clyde Drexler E - Julius Erving - Patrick Ewing F - Walt Frazier | G - George Gervin - Hal Greer H - John Havlicek - Elvin Hayes J - Magic Johnson - Sam Jones - Michael Jordan L - Jerry Lucas M - Karl Malone - Moses Malone - Pete Maravich - Kevin McHale - George Mikan - Earl Monroe O - Hakeem Olajuwon - Shaquille O'Neal | P - Robert Parish - Bob Pettit - Scottie Pippen R - Willis Reed - Oscar Robertson - David Robinson - Bill Russell S - Dolph Schayes - Bill Sharman - John Stockton T - Isiah Thomas - Nate Thurmond U - Wes Unseld W - Bill Walton - Jerry West - Lenny Wilkens - James Worthy |

## De tio utvalda tränarna
- Red Auerbach
- Chuck Daly
- Bill Fitch
- Red Holzman
- Phil Jackson
- John Kundla
- Don Nelson
- Jack Ramsay
- Pat Riley
- Lenny Wilkens

## Juryn
Det satt totalt 50 personer i jurypanelen. Spelarna som röstade kunde inte rösta på sig själva. De som röstade var:
| Namn                | Jurykategori   |
| ------------------- | -------------- |
| Kareem Abdul-Jabbar | "Player"       |
| Marv Albert         | "Media member" |
| Al Attles           | "Team"         |
| Red Auerbach        | "Team"         |
| Elgin Baylor        | "Team"         |
| Dave Bing           | "Player"       |
| Larry Bird          | "Team"         |
| Marty Blake         | "Team"         |
| Fran Blinebury      | "Media member" |
| Bill Bradley        | "Player"       |
| Hubie Brown         | "Team"         |
| Wilt Chamberlain    | "Player"       |
| Mitch Chortkoff     | "Media member" |
| Bob Cousy           | "Player"       |
| Billy Cunningham    | "Team"         |
| Chuck Daly          | "Team"         |
| David DuPree        | "Media member" |
| Wayne Embry         | "Team"         |
| Julius Erving       | "Player"       |
| Joe Gilmartin       | "Media member" |
| Sam Goldaper        | "Media member" |
| Alex Hannum         | "Team"         |
| Lester Harrison     | "Team"         |
| John Havlicek       | "Player"       |
| Chick Hearn         | "Media member" |
| Red Holzman         | "Team"         |
| Phil Jasner         | "Media member" |
| Magic Johnson       | "Player"       |
| Johnny Kerr         | "Player"       |
| Leonard Koppett     | "Media member" |
| Bob Lanier          | "Player"       |
| Frank Layden        | "Team"         |
| Leonard Lewin       | "Media member" |
| Jack McCallum       | "Media member" |
| Dick McGuire        | "Team"         |
| George Mikan        | "Player"       |
| Bob Pettit          | "Player"       |
| Harvey Pollack      | "Team"         |
| Jack Ramsay         | "Team"         |
| Willis Reed         | "Team"         |
| Oscar Robertson     | "Player"       |
| Bill Russell        | "Player"       |
| Bob Ryan            | "Media member" |
| Dolph Schayes       | "Player"       |
| Bill Sharman        | "Player"       |
| Gene Shue           | "Team"         |
| Isiah Thomas        | "Team"         |
| Wes Unseld          | "Team"         |
| Peter Vecsey        | "Media member" |
| Jerry West          | "Team"         |